# Route 10 (Paraguay)
Pour les articles homonymes, voir Route 10.
La route 10 (en espagnol : Ruta 10 ou Ruta Nacional N° 10 "Las Residentas") est une route du Paraguay reliant Villa del Rosario (es) à Salto del Guairá. Sa longueur est de 326 km.

## Localités
| Kilomètre | Localité                   | Département | Intersection       |
| --------- | -------------------------- | ----------- | ------------------ |
| 0         | Villa del Rosario (es)     | San Pedro   |                    |
| 22        | Gral. Aquino (es)          | San Pedro   |                    |
| 35        | Itacurubí del Rosario (es) | San Pedro   |                    |
| 73        | San Estanislao (es)        | San Pedro   | Route 3 et Route 8 |
| 170       | Curuguaty                  | Canindeyú   |                    |
| 270       | Katueté (es)               | Canindeyú   |                    |
| 285       | Gral. Álvarez (es)         | Canindeyú   |                    |
| 291       | La Paloma (es)             | Canindeyú   |                    |
| 326       | Salto del Guairá           | Canindeyú   |                    |

## Longueur
| Département | km  |  |  |
|             |     |  |  |
| San Pedro   | 127 |  |  |
| Canindeyú   | 199 |  |  |
|             |     |  |  |
| Total       | 326 |  |  |